# Cacicus cela
Cacicus cela là một loài chim trong họ Icteridae.

## Hình ảnh

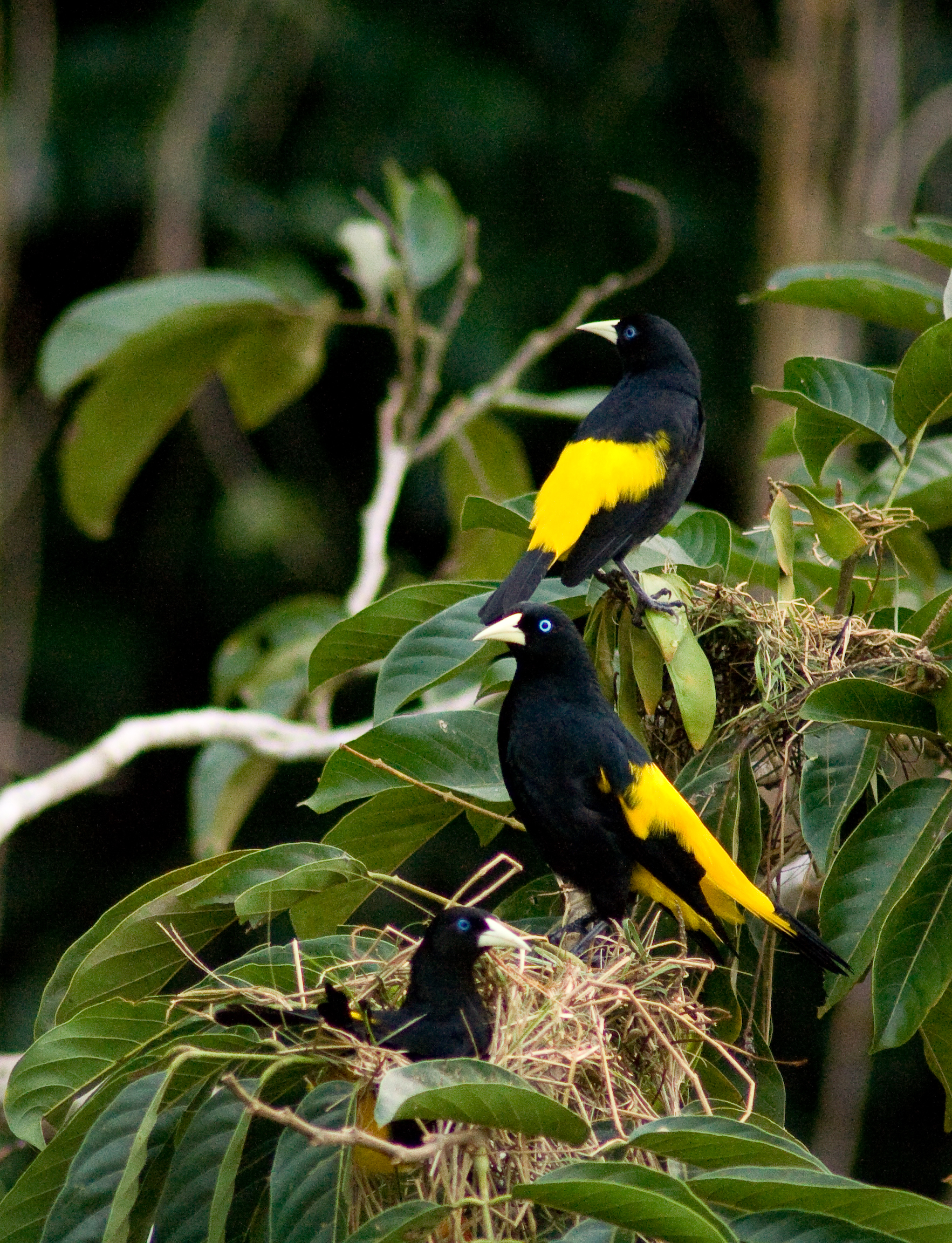
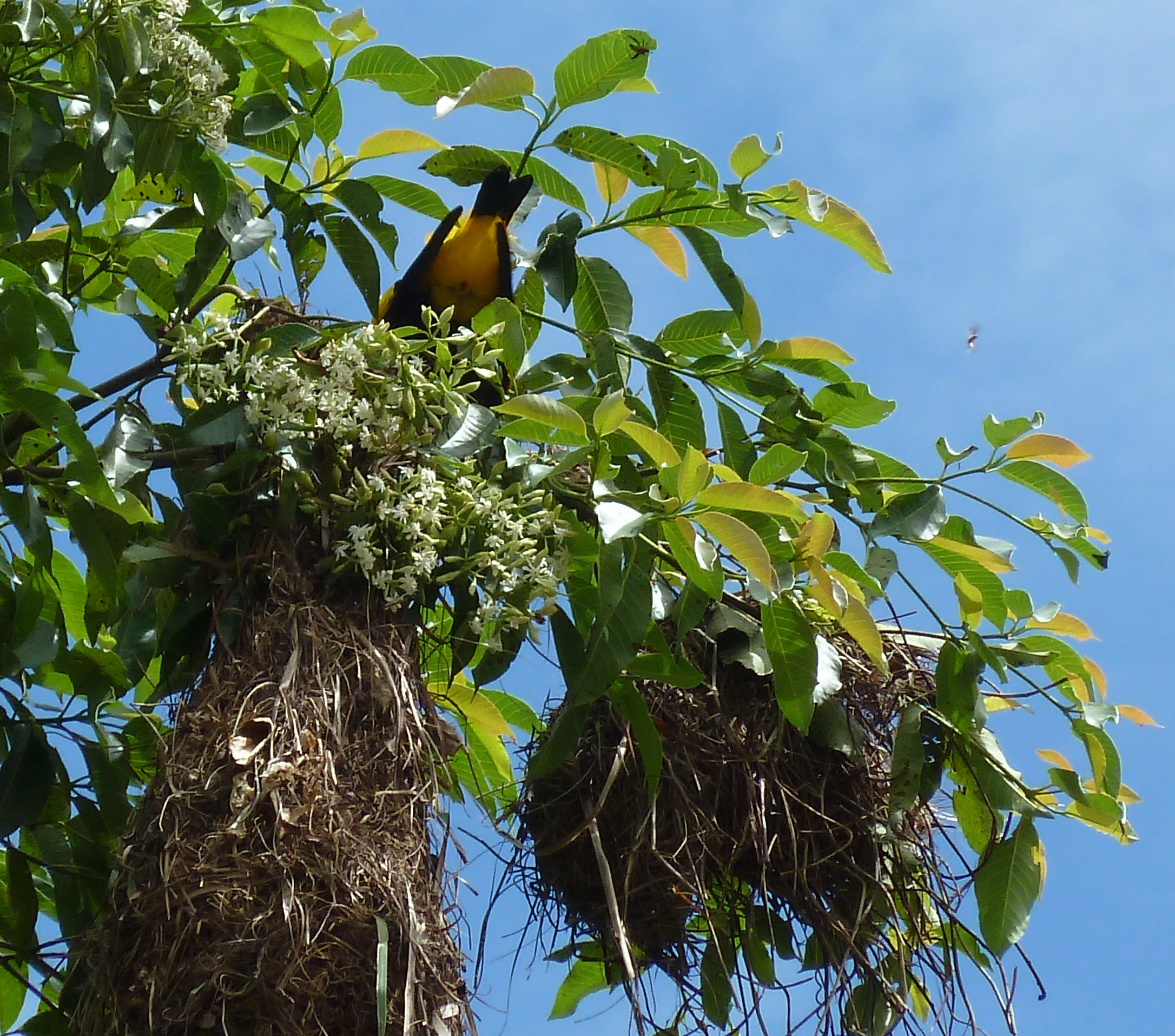
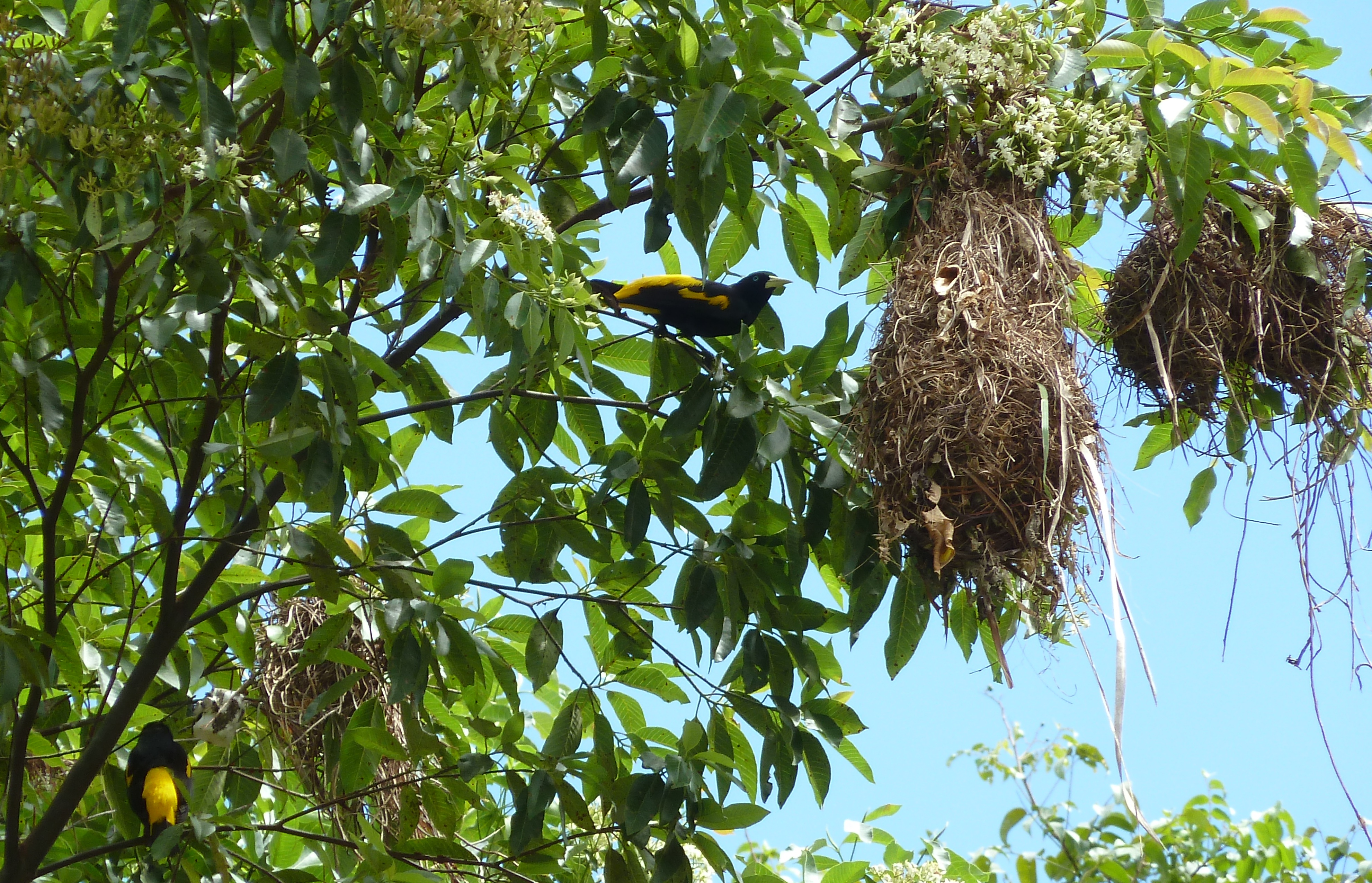
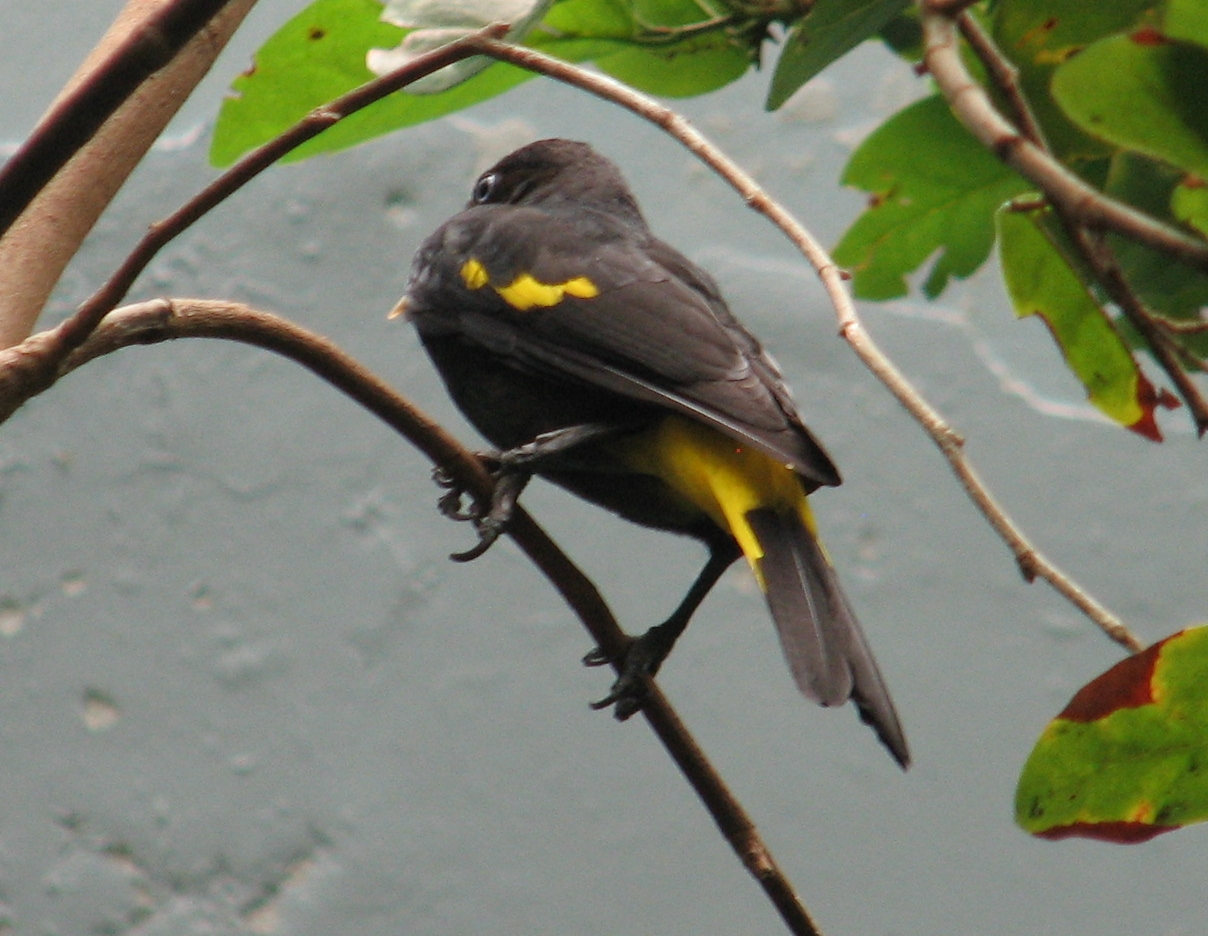